# Ойя (Понтеведра)
Оя (гал. Oia, ісп. Oya) — муніципалітет в Іспанії, у складі автономної спільноти Галісія, у провінції Понтеведра. Населення — 3227 осіб (2009).
Муніципалітет розташований на відстані близько 470 км на північний захід від Мадрида, 50 км на південь від Понтеведри.
Муніципалітет складається з таких паррокій: Бургейра, Лореса, Моугас, Оя, Педорнес, Вільядесусо.

## Демографія
Динаміка населення (INE ):

## Галерея зображень

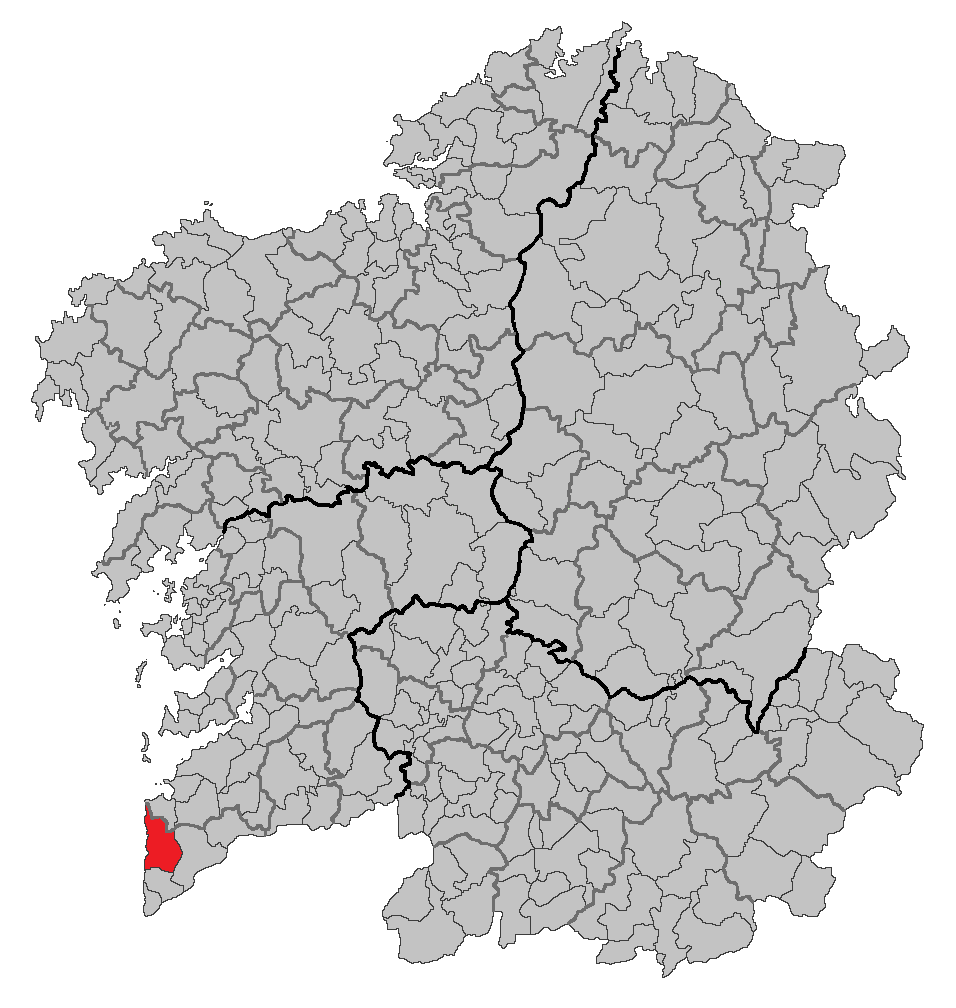
Розташування муніципалітету
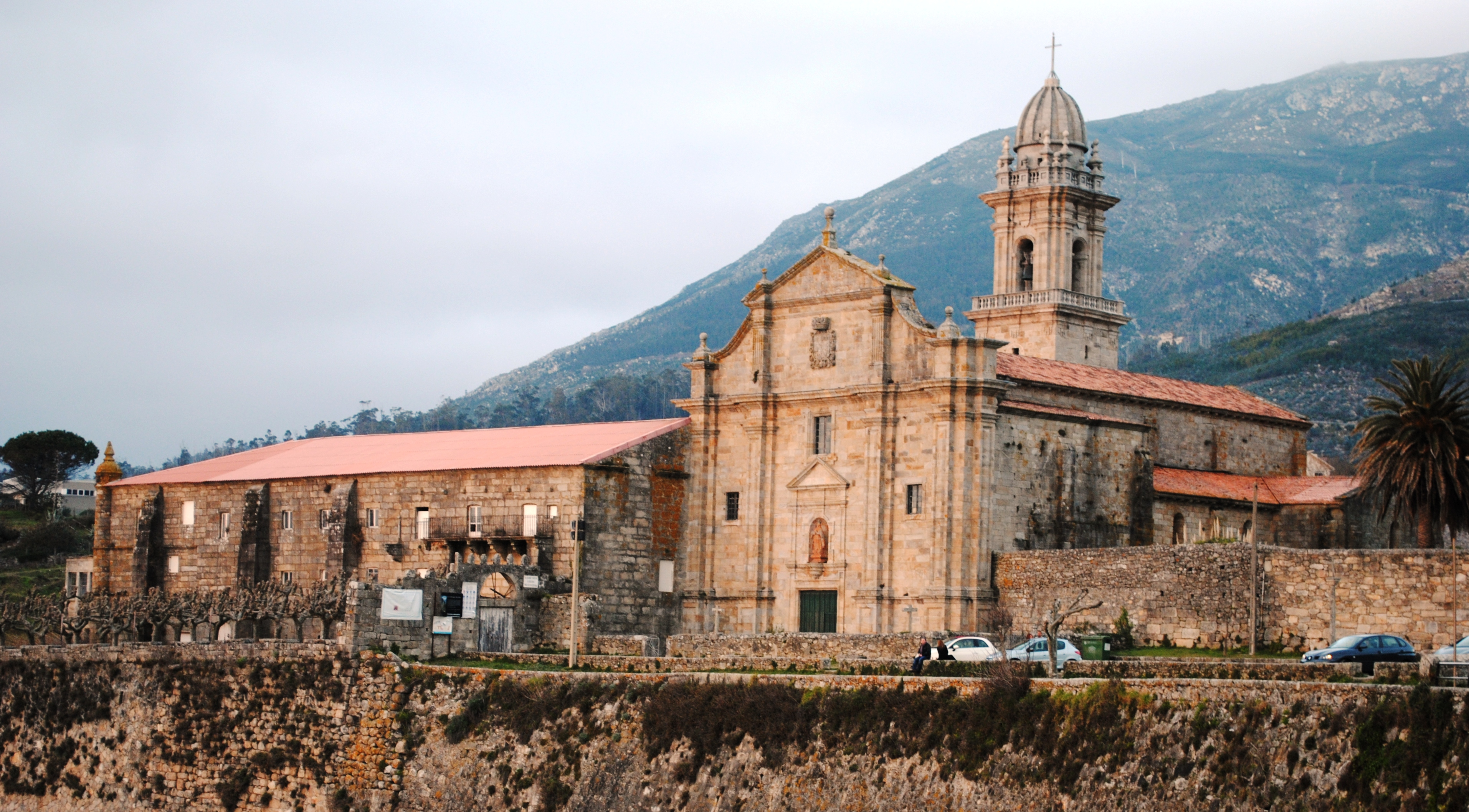
Церква Санта-Марія-ла-Реаль, Ойя